# 王登才
王登才（？—1602年），字用弼，號鶴松，直隶大名府開州人。明朝政治人物、進士出身。書一房，壬戌（官年）六月初六日生。

## 生平
萬曆七年（1579年）己卯科順天鄉試舉人，十七年（1589年）登己丑科三甲二百五十六名進士，户部觀政，十九年二月授大理寺評事，二十年十二月升左寺副，二十一年升户部主事，二十二年升户部河南司署员外郎事主事，本年六月典試山东，升郎中。二十三年升陕西平凉知府，二十七年升任陕西副使，二十九年升陕西宁夏河东兵粮道右參政，三十年壬寅卒。

## 家族
曾祖王宠，省祭。祖父王守身，省祭。父亲王朝，监生。